# 니시메정
니시메정(西目町)은 아키타현 남동부 동해에 위치했던 정이다.　
2005년 3월 22일, 혼조시 및 다른 유리군 6정(이와시로정, 오우치정, 니시메정, 히가시유리정, 야지마정, 도리카이정)과 합병해 유리혼조시가 되었다.　합병 이후에도 유리혼조시 니시메초로서 지명이 남는다.

## 역사
- 1889년 4월 1일 - 4촌이 합병해 니시메촌이 되었다.
- 1922년 6월 20일 - 고요시촌과 경계를 변경하였다
- 1975년 9월 1일 - 정으로 승격하였다.
- 2005년 3월 22일 - 혼조시, 이와시로정, 오우치정, 니시메정, 히가시유리정, 야지마정, 도리카이정과 합병해 유리혼조시가 되었다.

## 교통

### 도로
- 국도 7호선

### 철도
- 동일본 여객철도
  - 우에쓰 본선